# Mämmisaari (ö i Mellersta Finland)
Mämmisaari är en ö i Finland. Den ligger i sjön Päijänne och i kommunen Toivakka i den ekonomiska regionen  Jyväskylä ekonomiska region  och landskapet Mellersta Finland, i den södra delen av landet, 210 km norr om huvudstaden Helsingfors. Öns area är 1,6 hektar och dess största längd är 140 meter i sydöst-nordvästlig riktning.